# Frank Szymanski

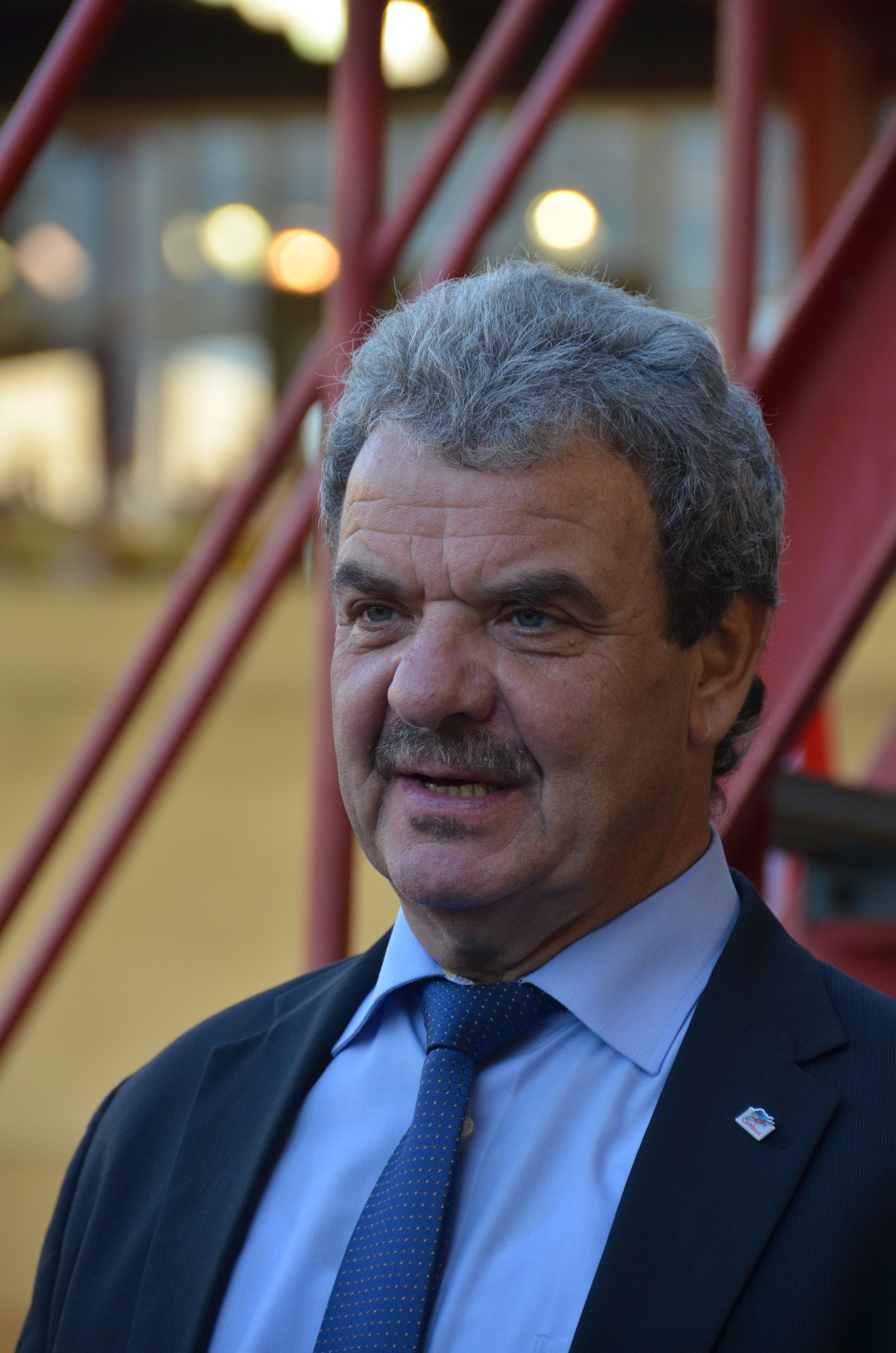
Frank Szymanski (2014)

Frank Szymanski (* 1. Mai 1956 in Cottbus) ist ein deutscher Politiker (SPD). Von 2006 bis 2014 war er Oberbürgermeister von Cottbus.

## Leben und Beruf
Frank Szymanski studierte von 1974 bis 1978 an der Pädagogischen Hochschule Potsdam und beendete sein Studium als Diplomlehrer für die Fächer Geschichte und Deutsch. Anschließend war er bis 1984 Fachlehrer an einer 6. Polytechnischen Oberschule in Cottbus. 
Von 1984 bis 1988 war er Fachlehrer für die Abiturstufe und hielt sich in Bulgarien auf. In den Jahren von 1989 bis 1991 war er Direktor der 24. Polytechnischen Oberschule Cottbus, anschließend war er bis 1998 Schulleiter der Leonardo-da-Vinci-Gesamtschule Cottbus (8. Gesamtschule). Parallel dazu absolvierte er von 1991 bis 1994 ein Erweiterungsstudium im Fach Politische Bildung am Pädagogischen Landesinstitut Brandenburg und der Freien Universität Berlin.
Er ist geschieden und hat zwei Kinder.

## Politik
Von 1993 bis 1998 war Frank Szymanski Mitglied der Stadtverordnetenversammlung Cottbus und Vorsitzender des Ausschusses für Bildung, Jugend und Sport, 1994 wurde er Vorsitzender der SPD-Fraktion in der Stadtverordnetenversammlung. Am 10. Dezember 1998 wurde er zum Staatssekretär im Ministerium für Bildung, Jugend und Sport ernannt. Von September 2003 bis November 2006 war er Minister für Infrastruktur und Raumordnung im Land Brandenburg (Kabinette Platzeck I und Platzeck II). Bei der Landtagswahl 2004 wurde er im Landtagswahlkreis Cottbus II direkt in den Landtag Brandenburg gewählt.
Nach der Abberufung Karin Rätzels fand am 22. Oktober 2006 die vorgezogene Wahl zum Oberbürgermeister der Stadt Cottbus statt. Nur zwei Kandidaten wurden vom Landeswahlausschuss zugelassen, Frank Szymanski wurde von der SPD und den Grünen unterstützt, Holger Kelch von der CDU, der Linken, der FDP, der Frauenliste und der AUB. Frank Szymanski wurde mit 61,16 % der Stimmen gewählt, auf Holger Kelch entfielen 38,84 %. Frank Szymanski trat am 29. November 2006 das Amt des Oberbürgermeisters der Stadt Cottbus an und schied damit aus der Landesregierung und dem Landesparlament aus. Für ihn rückte Kerstin Kircheis in den Landtag nach. Bei der Oberbürgermeisterwahl am 14. September 2014 unterlag er seinem Gegenkandidaten Holger Kelch (CDU), der im ersten Wahlgang mit 50,7 Prozent der Stimmen gewählt wurde, während Szymanski 37,3 Prozent erhielt.